# Vincenzo Seregni
Vincenzo Seregni (connu aussi comme Vincenzo dall'Orto ou Vincenzo da Seregno, né à Seregno vers 1519/1520 et mort à Milan en 1594) est un architecte italien.

## Biographie
Vincenzo est le fils de Bernardino de Lugano. À partir de 1534, il travaille comme tailleur de pierre à Milan et en Lombardie durant la période de transition entre la Renaissance et le maniérisme .
En 1537 il exerçait à la Fabbrica del duomo di Milano en tant que sculpteur sur marbre. 
En octobre 1555, après la mort de Cristoforo Lombardo , dit « il Lombardino », il le remplaça comme architecte de la Fabbrica del Duomo , où il travaillait déjà depuis 1537. Il occupa ce poste jusqu'en 1567, date à laquelle il fut remplacé par Pellegrino Tibaldi à la demande de l'archevêque Charles Borromée .
Vers 1560 les bénédictins de San Simpliciano de Milan lui ont confié la construction du cloître «  delle due colonne » et les pères olivétains de San Vittore al Corpo les projets pour le cloître et les restructurations de la basilique.